# 다솜동
다솜동은 세종특별자치시 행정중심복합도시 5-2생활권에 위치한 법정동이다.